# Brutal
Brutal — второй студийный альбом британской инди-группы Bogshed, записанный в лидской студии Off Beat и выпущенный в августе 1987 года лейблом Shellfish Records. Альбом поднялся до #20 в UK Indie Charts, но стал в карьере Bogshed последним: после его выхода группа распалась.

## Список композиций
1. «Raise The Girl»
2. «Geoff’s Big Problem»
3. «Old Dog New Dance»
4. «No To Lemon Mash»
5. «I’m The Instrument»
6. «Opportunatist Knocks»
7. «People Equal Greedy»
8. «Sing A Little Tune»
9. «C’Mon Everybody»
10. «Uncle Death Grip»
11. «Spring»
12. «Loaf»[3]

## Участники записи
- P.W. Hartley — вокал
- M.G. McQuaid — гитара
- M. Bryson — бас-гитара, оформление обложки
- Tristan King — ударные
- Jeff Clout — звукоинженер
- Mac Andrassy — дизайн (куклы)[1]